# Hovhannes Gabuzjan
Hovhannes Gabuzjan, in armeno Հովհաննես Գաբուզյան (Erevan, 19 maggio 1995), è uno scacchista armeno.
Ha ottenuto il titolo di Grande Maestro nel 2012, all'età di 17 anni.
È stato volte vincitore del Campionato armeno (2017 e 2021). 
Ha raggiunto il suo massimo rating FIDE nella classifica mondiale di luglio 2019, con 2622 punti Elo.

## Principali risultati
- 2010  – medaglia d'oro di squadra nelle olimpiadi giovanili U16 di Burdur in Turchia;[1]
- 2011  – secondo nel campionato europeo giovanile U16;
- 2012  – secondo nel campionato europeo giovanile U18;
- 2012  – secondo nel campionato del mondo giovanile U18;
- 2014  – vince l'open di Varna;[2]
- 2018  – vince con la squadra UTRGV Chess team la President Cup di New York;
- 2018  – vince il 7º torneo Annual Washington International;
- 2019  – secondo nell'open di Chicago;
- 2019  – pari 1°-6° nel torneo "U.S. Masters" di Greensboro;
- 2019  – vince a Las Vegas il 29° North American Open.[3]

Nella Coppa del Mondo 2021 ha superato il primo turno battendo 3-1 l'algerino Bilel Bellahcene, nel secondo turno ha perso 0,5-1,5 contro l'egiziano Bassem Amin.